# HD 125612
Désignations
HD 125612 est une étoile de la constellation de la Vierge située à environ ∼ 188 a.l. (∼ 57,6 pc) du Soleil. Plus jeune (moins de trois milliards d'années) et à métallicité plus élevée (de 75 %) que notre étoile, elle en a en revanche pratiquement la même masse, la même taille et la même luminosité. Un système planétaire à trois exoplanètes a été détecté par la méthode des vitesses radiales autour de cette étoile :
| Planète                          | Masse (MJ) | Demi-grand axe (UA) | Période orbitale (d) | Excentricité |
| -------------------------------- | ---------- | ------------------- | -------------------- | ------------ |
|                                  |            |                     |                      |              |
| HD 125612 c                      | ≥ 0,058    | 0,05                | 4,1547 ± 0,0005      | 0,27 ± 0,12  |
| HD 125612 b                      | ≥ 3,0      | 1,37                | 559,4 ± 1,3          | 0,46 ± 0,01  |
| HD 125612 d                      | ≥ 7,2      | 4,2                 | 3 008 ± 202          | 0,28 ± 0,12  |
|                                  |            |                     |                      |              |
| Système planétaire de HD 125612. |            |                     |                      |              |

Un compagnon lui a été découvert en 2009. Il s'agit d'une étoile naine rouge de type M4 probable. Elle est localisée à environ 1,5 minute d'arc au sud-est de son étoile primaire, ce qui correspond à une séparation projetée de 4 750 ua.